# تهاجم ۲۰۱۶ ابوکمال
تهاجم ۲۰۱۶ ابوکمال که به نام عملیات خشم نیز شناخته می‌شود، عملیات تهاجمی به شهر ابوکمال در مرز سوریه و عراق به رهبری ارتش کماندو انقلابی که تحت حمایت ایالات‌متحده قرار دارد، بود.